# مشروع علمي
المشروع العلمي هو مشروع قائم على العلم طوره أو ساهم في تطويره أحد المبادرين. فعلى سبيل المثال، أسس قادة مثل هنري المستكشف مدارس الاستكشاف والتي  انطلقت منها رحلات الاستكشاف.

## أمثلة على منظمات المشاريع العلمية
كل من فيصل مع ياسر المنظمات المدرجة أدناه لديها القدرة على إجراء بحث علمي على أساس موسع، يشمل العديد من الباحثين لفترة طويلة. وبوجه عام، يُموّل البحث ليس للعلم ذاته فقط، ولكن لبعض التطبيقات التي تُبدي نتائج واعدة للمشروع. ولكن الباحثين، إذا تركوا لخياراتهم الخاصة، سوف يميلون إلى متابعة اهتماماتهم البحثية، وهو أمر أساسي لسلامة المجال الذي اختاروه على الأمد الطويل. وتجدُر الملاحظة أن المشروع العلمي الناجح لا يوازي مؤسسة ناجحة ذات تقنية عالية أو مشروع تجاري ناجح، الا انه يشكل بيئة وسلسلة غذائية.
- معهد ماكس بلانك، والذي يدعم البحث الأساسي في العلوم الطبيعية والحياة والاجتماعية والفنون والعلوم الإنسانية
- مؤسسة . تأسست كمؤسسة أبحاث. وأسهمت اسهاما رائداً في مجال الذكاء الاصطناعي
- مختبر الدفع النفاث، الذي أسسه ثيودور فون كارمان
- مختبرات Bell ، تشتهر بجودة عملها العلمي واختراع نظام التشغيل Unix ، ولغات البرمجة C وC ++
- زيروكس باركXerox PARC ، منظمة بحثية ولدت أيضًا ابتكارات مثل واجهة المستخدم الرسومية والطباعة بالليزر وEthernet
- SRI ، حيث تم اختراع فأرة الكمبيوتر، تأسست بشكل صريح على أساس البحث
- IBM Research ، وهي شركة بارزة في اختراع قاعدة البيانات العلائقية ومحرك القرص الصلب والقرص المرن
- مختبرات هيوز البحثية، وفيها أخترع أول ليزر فعال
- معهد هوارد هيوز الطبي، وهي منظمة أبحاث طبية غير ربحية